# Premio Dos Passos
Il premio Dos Passos (detto anche Dos Passos Prize) è un premio letterario statunitense istituito nel 1980, è un premio assegnato ogni anno ai migliori attualmente sotto-riconosciuti scrittori statunitensi a metà della loro carriera. Il premio è stato istituito alla Longwood University, prendendo il nome dello scrittore John Dos Passos. Il premio è amministrato da un comitato del Dipartimento di inglese e lingue moderne, il presidente della commissione è allo stesso tempo il presidente della giuria del premio. Altri membri del comitato si sono distinti in passato come editori o critici.
I destinatari nonché vincitori del premio riceveranno 2000 $ e una medaglia di bronzo con inciso il loro nome.

## Albo d'oro
- 1980 Graham Greene (Premiato prima che il premio è stato dedicato solo ad autori americani.)
- 1981 Gilbert Sorrentino
- 1982 Robert Stone
- 1983 Doris Betts
- 1984 Tom Wolfe
- 1985 Russell Banks
- 1986 John Edgar Wideman
- 1987 Lee Smith
- 1988 Shelby Foote
- 1989 Paule Marshall
- 1990 Larry Woiwode
- 1991 Elizabeth Spencer
- 1992 William Hoffman
- 1993 Ernest J. Gaines
- 1994 James Welch
- 1995 Helena Maria Viramontes
- 1997 E. Annie Proulx
- 1998 Maxine Hong Kingston
- 1999 Eric Kraft
- 2000 Jill McCorkle
- 2001 Madison Smartt Bell
- 2002 Randall Kenan
- 2003 Richard Powers
- 2004 Maureen Howard
- 2005 Tim Gautreaux
- 2006 Kent Haruf
- 2007 Premio non assegnato
- 2008 Allen Wier
- 2009 Robert Bausch
- 2010 Percival Everett
- 2011 Mat Johnson
- 2012 Colson Whitehead
- 2013 Sherman Alexie
- 2014 Ruth Ozeki
- 2015 Paul Beatty
- 2016 Danzy Senna
- 2017 Chang-Rae Lee
- 2018 Karen Tei Yamashita
- 2019 Rabih Alameddine[1]
- 2020 Aleksandar Hemon[2]
- 2021 Monique Truong[3]
- 2022 Carolina De Robertis[4]
- 2023 Patricia Engel[5]
- 2024 Angie Cruz[6]